# Annona duckei
Annona duckei este o specie de plante angiosperme din genul Annona, familia Annonaceae, descrisă de Friedrich Ludwig Diels. Conform Catalogue of Life specia Annona duckei nu are subspecii cunoscute.